# Rue Dieu (Paris)
La rue Dieu est une voie publique du 10e arrondissement de Paris.

## Situation et accès

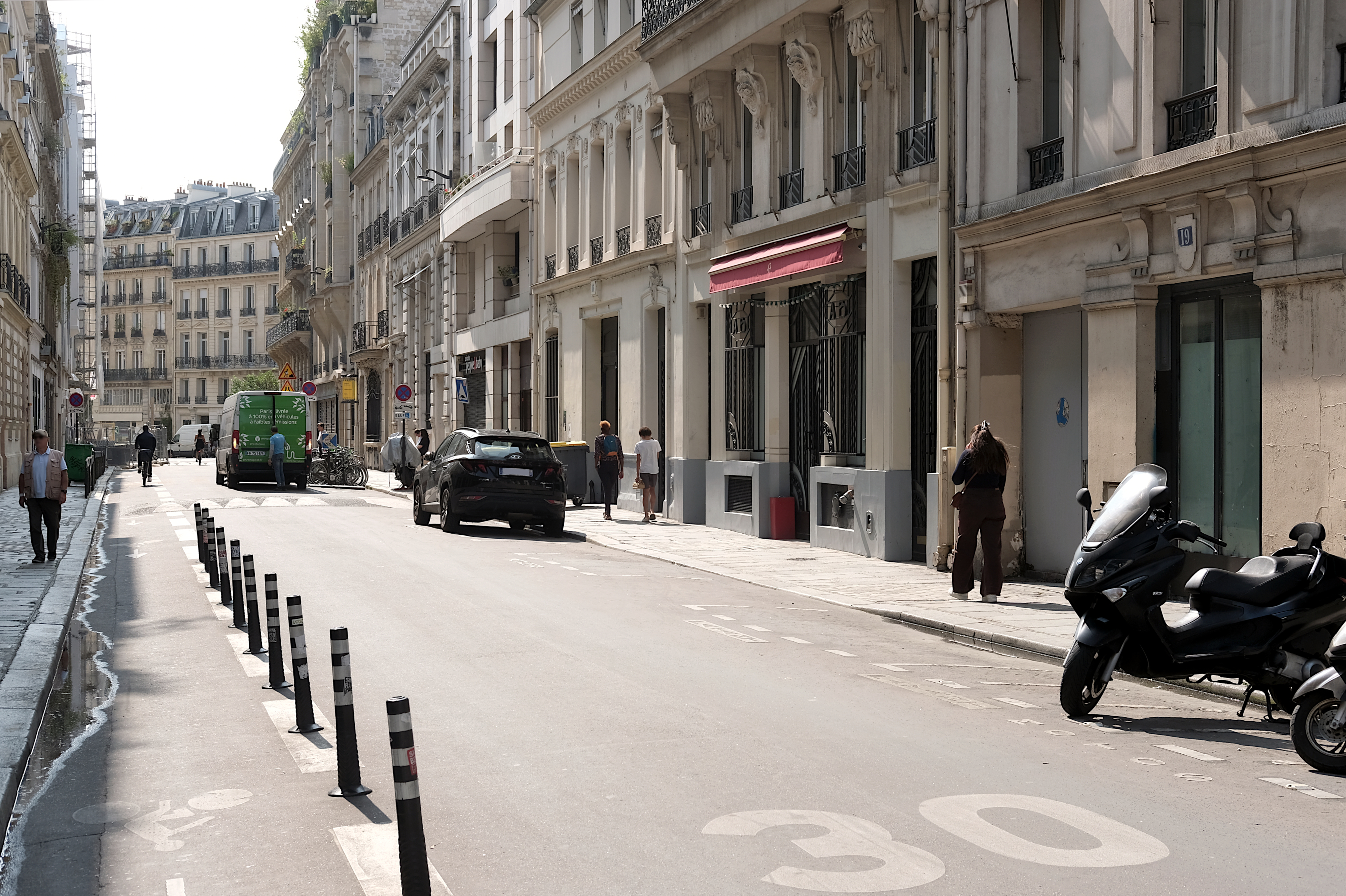
La rue Dieu en août 2024.

Elle commence au 18, rue Yves-Toudic, dans le prolongement de la rue Beaurepaire, et se termine au 55 bis, quai de Valmy, aux débouchés du pont Bernadette-Lafont et de la passerelle Alibert ; elle est prolongée de l'autre côté du canal Saint-Martin par la rue Alibert.
Le quartier est desservi par la ligne 5 du métro de Paris à la station Jacques Bonsergent.

## Origine du nom
Elle tient son nom du général Charles-Prosper Dieu (1813-1860), mort des suites de ses blessures à la bataille de Solférino.

## Historique
La rue Dieu est ouverte par la Compagnie des magasins généraux sous sa dénomination actuelle par un décret du 2 mars 1867. 

## Bâtiments remarquables et lieux de mémoire
- No 1 : la boutique dont il est question ci-dessous pour le No 17.
- No 8 bis : hôtel particulier (boutique et atelier) S.T. Dupont acquis en 1921.
- No 9 : hôtel particulier où siège l'Institut du Marais-Charlemagne-Pollès.
- No 10 : Schneour Zalman Schneersohn, rabbin hassidique, y demeurait.
- No 17 : après avoir découvert le nom de cette rue en 1994, la styliste et créatrice de mode française Agnès Troublé, catholique pratiquante, y ouvre une boutique agnès b.[1]. En 2022, la boutique est au 1 (à l'angle de la rue Yves-Toudic) et les bureaux de direction de la société sont situés aux 15-17[2],[3],[4].

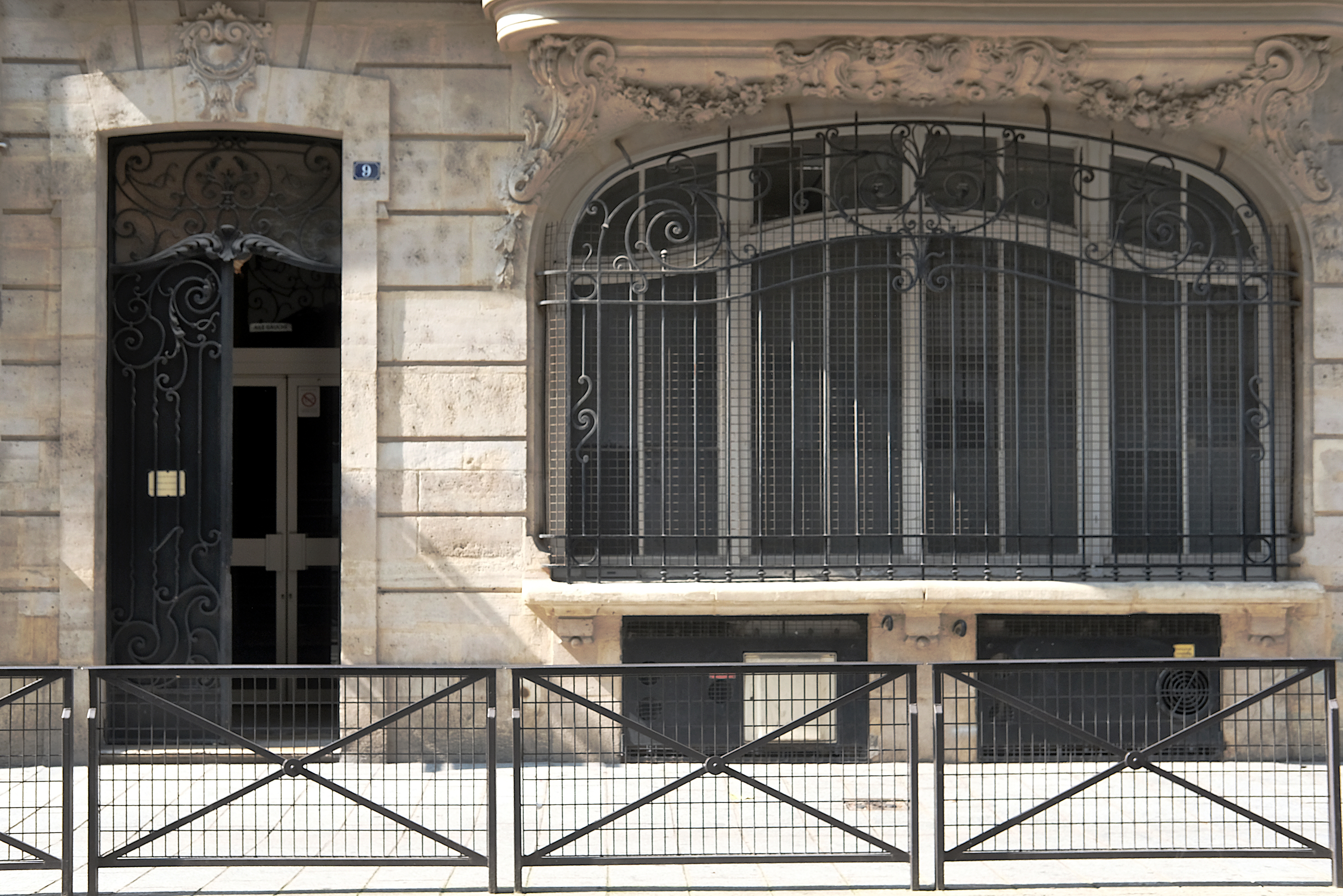
N°9.
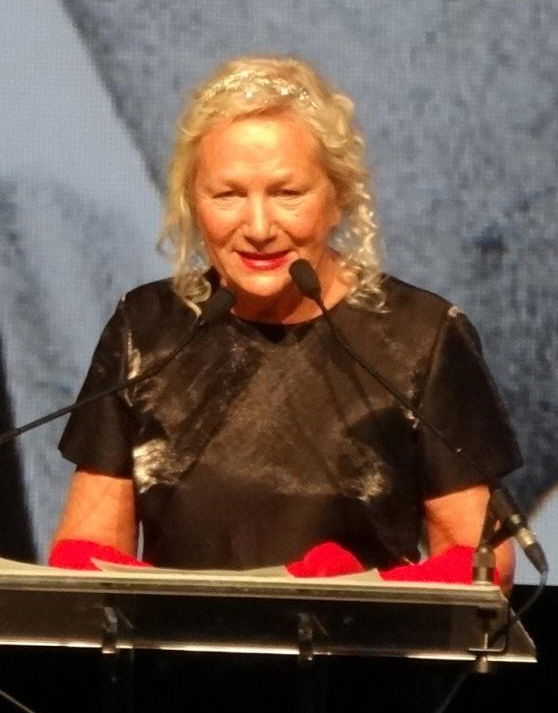
Agnès Troublé.
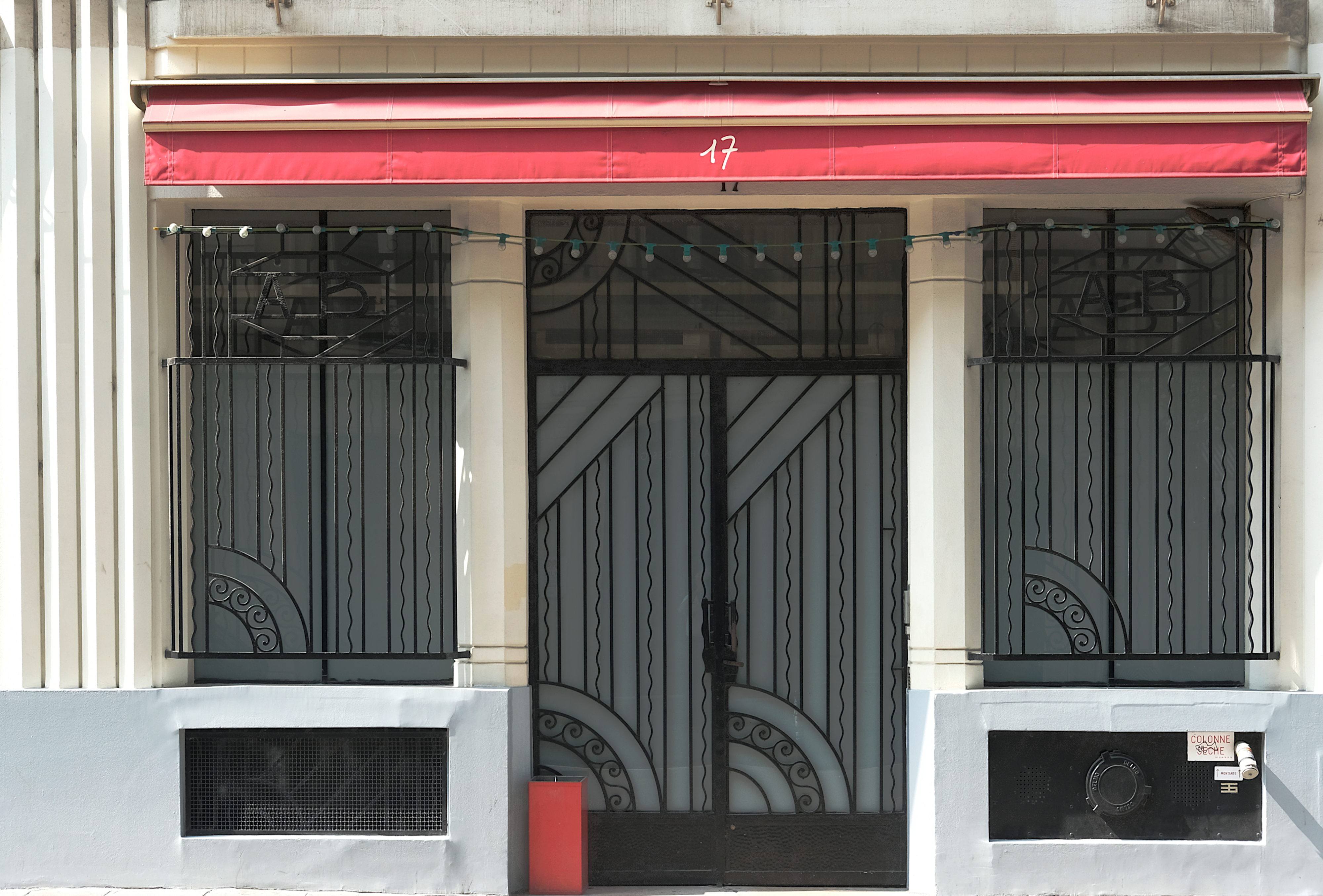
N°17.

La rue présente quelques exemples de l'art urbain.

Graffiti à l'angle de la rue Yves-Toudic et de la rue Dieu.